# شريان ركبي سفلي
تنشأ الشرايين الركبية السفلية (شرايين مفصلية سفلية)، وعددها اثنان، من المأبضية تحت عضلة الساق. في داخل الركبة، يوجد الشريان الركبي السفلي الإنسي، وفي الجانب الخارجي يوجد الشريان الركبي السفلي الوحشي.